# Маньчжурська мова
Маньчжу́рська мо́ва (маньчж.:, manju gisun) — мова тунгусо-маньчжурської групи алтайської мовної сім'ї. Належить до мов, що вимирають. Колишня рідна мова маньчжурів, корінного народу Маньчжурії (сучасна провінція Хейлунцзян, КНР), що в 20 столітті, внаслідок демографічної кризи та китаїзації, перейшов на китайську мову. Одна з офіційних мов колишньої династії Цін (1616–1912), однієї з найбільших азійських імперій нового часу.
Належить до аглютинативних мов з обмеженим сингармонізмом. Походить від середньовічної чжурчженської мови, хоча є багато запозичень з монгольської та китайської мов. Її письмо вертикальне та походить від монгольської абетки. Має чотири діалекти — Бала, Алехуся, Цзін, Лалінь.
Має близько 20 носіїв (2017), але кілька тисяч людей володіють нею як другою мовою завдяки державній початковій освіті чи безкоштовним класам для дорослих в аудиторіях або онлайн.
Манчжурську мову класифікують як "мову, що вимирає" за Атласом мов світу, створеним ЮНЕСКО.

## Назви
Династія Цін використовувала різноманітні вислови мандаринської китайської мови для посилання на мову манчжурів, такі як 清文 (qingwen) та 清語 (qingyu) - мова Цін. Термін "національний" також використовувався для письма на мові манчжурів, як, наприклад, у 國文 (guowen) та 國語 (guoyu) - "національна мова", що вживався попередніми династіями не-ханського походження для посилання на свої мови і, у сучасні часи, на стандартну китайську мову. У манчжурській версії Нерчинського мирного договору термін "китайська мова" (Dulimbai gurun i bithe) посилався на всі три китайські, манчжурські та монгольські мови, а не лише на одну мову.

## Історія та значення

### Історія мови
Маньчжурська мова є основним представником південного підрозділу тунгуських мов, які раніше вважалися частиною алтайської мовної родини (що зараз відкидається більшістю лінгвістів, які тепер розглядають її як Шпрахбунд), що включає також монгольські та тюркські мови. Це була мова племен чжурчженів, які населяли те, що пізніше стало відомо як Маньчжурія, і які після 1635 року вирішили називати себе "маньчжурами". Коли вони завоювали весь Китай, маньчжурська мова стала однією з офіційних мов створеної ними імперії Цін (1636-1912), і залишалася в широкому вжитку до початку 20 століття.

### Занепад мови
Коли маньчжурські чиновники почали все більше китаїзуватися, та, відповідно, втрачати зання маньчжурської, імператорський уряд встановив класи та екзамени з манчжурської мови для баннерівців, що пропонували винагороди за високий рівень знань. Класичні та художні тексти китайської літератури перекладали на манчжурську, формуючи колекцію манчжурської літератури. 
Проте використання мови лише зменшувалося протягом XVIII століття. Історичні записи свідчать, що вже в 1776 році імператор Цяньлун, або Хунлі, здивувався, коли високопоставлений манчжур, Гуоермін, не розумів його на манчжурській мові, навіть зважаючи на його походження з манчжурського центру Шеньцзін. До XIX століття навіть імператорський двір втратив володіння маньчжурською - тоді її використовували лише для написання меморіалів для імператора. 
У 1912 році після повалення династії Цін більшість маньчжурів втратили знання своєї мови, і пекінський діалект замінив маньчжурську.

### Важливість вивчення
Попри те, що маньчжурську тривалий час не розглядали як об'єкт лінгвістичних досліджень, оскільки вона вважалася практично непотрібною для історичних досліджень, зараз стало відомо, що значна частина імперських архівів династії Цін (близько п'ятої частини) складається з документів, написаних маньчжурською мовою. Знання цієї мови стало вважатися необхідним для оригінальних досліджень в різних галузях, починаючи від до-династичної історії маньчжурів до етнічної історії, прикордонної історії, і багатьох областей історії з XVII по початок XX століть. Також існує велика кількість історичних, релігійних, наукових, філософських та літературних творів, написаних маньчжурською. З цих причин манчжурська мова є тепер є об'єктом значного інтересу та цінності для студентів історії та літератури китайської династії Цін, а також для лінгвістів.

## Фонологія
Маньчжурська мова майже могла б вважатися мовою, якій харктерні лише відкриті склади, оскільки єдиною приголосною, яка регулярно зустрічалася в кінці корінних слів, була /n/, аналогічно до пекінського мандарину, північного мандарину, джилу мандарину та японської мови. Це призвело до того, що практично всі корінні слова закінчувалися голосною. У деяких словах голосні розділялися приголосними кластерами, як у словах ilha ('квітка') та abka ('небо'); проте в більшості слов голосні розділялися одиночними приголосними.
Ця відкритоскладова структура може не бути характерною для всіх різновидів розмовної маньчжурської, але вона визначалася в південному діалекті, який став основою для писемної мови. Також видно, що тенденція до відкритоскладовості маньчжурської мови посилювалася протягом кількох сотень років з моменту написання перших записів манчжурської: кластери приголосних, які існували в старіших формах, таких як abka і abtara-mbi ('кричати'), поступово спрощувалися, і слова почали записуватися як aha або aga(в цій формі означаючи 'дощ') та atara-mbi ('спричинити хвилю').

### Приголосні
|              |              | Губні  | Зубні  | Палатальні | Задньоязикові |
| ------------ | ------------ | ------ | ------ | ---------- | ------------- |
| Назалізовані | Назалізовані | m ⟨m⟩  | n ⟨n⟩  | ɲ ⟨ni⟩     | ŋ ⟨ng⟩        |
| Проривні     | непридихові  | p ⟨b⟩  | t ⟨d⟩  | tʃ ⟨j⟩     | k ⟨g⟩         |
| Проривні     | придихові    | pʰ ⟨p⟩ | tʰ ⟨t⟩ | tʃʰ ⟨c⟩    | kʰ ⟨k⟩        |
| Щілинні      | Щілинні      | f ⟨f⟩  | s ⟨s⟩  | ʃ ⟨š⟩      | x ⟨h⟩         |
| Ротичні      | Ротичні      |        | r ⟨r⟩  |            |               |
| Апроксиманти | Апроксиманти |        | l ⟨l⟩  | j ⟨y⟩      | w ⟨w⟩         |

Манчжурська має двадцять приголосних, подані в таблиці за допомогою кожного фонемного представлення в IPA. /pʰ/ та /ŋ/ є рідкісними і зустрічаються головним чином в запозичених словах та ономатопеях. 

### Голосні
|                         | переднього ряду | середнього ряду | заднього ряду |
| ----------------------- | --------------- | --------------- | ------------- |
| високе підняття         | i ⟨i⟩           |                 | u ⟨u⟩         |
| високо-середнє підняття |                 |                 | ʊ ⟨ū⟩         |
| середнє підняття        |                 | ə~ɤ ⟨e⟩         | ɔ ⟨o⟩         |
| низьке підняття         |                 | ɑ ⟨a⟩           |               |

Голосні в маньчжурській.

У цій системі голосних "нейтральні" голосні (i та u) вільно сполучалися з іншими голосними. Одиночний передній голосний (e, загалом вимовляється як [ɤ]) ніколи не співвіднісний з задніми голосними (o та a). Правила гармонії голосних не стосуються дифтонгів, тому дифтонг eo зустрічається в деяких словах, наприклад, deo ("молодший брат"), geo ("кобила"), jeo ("відділ"), leole ("обговорювати"), leose ("будівля"), і seole ("вишивати", "збирати").
e вимовляється як /e/ після y, як у niyengniyeri /ɲeŋɲeri/.
Між n та y, i поглиблюється в обидва приголосних як /ɲ/.
Рідкісний голосний ū (вимовляється [ʊ]) зазвичай був заднім голосним, але у деяких випадках він співвіднісний з переднім голосним e. Вимова ū викликає дискусії: Еріх Гауер вважає, що це був передній округлий голосний на початку і задній непроокруглений в середині, тоді як Вільям Остін вважає його середнім центральним округлим голосним. Сучасні Сібе вимовляють його так само, як u.